# Pasul Poarta de Fier a Transilvaniei
Pasul  Poarta de Fier a Transilvaniei este o trecătoare aflată la limita dintre Carpații Occidentali Românești și Carpații Meridionali între Munții Poiana Ruscă și Munții Țarcului, situată pe valea valea Bistrei la altitudinea de 700 m și, care face legătura între Culoarul Bistrei și Depresiunea Hațegului.

## Date geografice
La nord de trecătoare se află vârful Dealul Mare de 969 m.
Pasul, care leagă orașele Oțelu Roșu – aflat la vest și Hațeg – aflat la nord-est, asigură actual legătura rutieră și – în trecut și pe cea feroviară, dintre Banat și Transilvania de sud-vest (prin DN68, respectiv prin linia CFR 211). Cea mai apropiată stație de cale ferată (funcțională) se afla la Băuțar (astăzi cap de linie, infrastructura feroviară pe distanța Băuțar - Hațeg a fost dezafectată), iar cel mai apropiat aeroport la Caransebeș.

## Repere
Pe aici în Antichitate a trecut calea vestică de acces către capitala Daciei – Sarmisegetusa, denumirea antică a trecătorii fiind probabil aceea de Tapae.
În această zonă dacii, în perioada Războaielor Daco-Romane au dat 3 bătălii. Prima – în anul 87 s-a soldat cu înfrângerea romanilor conduși de către Cornelius Fuscus. În anul următor, soarta armelor a fost  de această dată defavorabilă Regatului Dac. În 101 a avut loc ultima dintre bătălii – cea decisivă a primului război daco-roman – defavorabilă și de această dată dacilor.
În perioada medievală aici s-a aflat o vamă, administrată de către familia Kendeffy (cu curtea nobiliară în satul Râu de Mori). S-a presupus un timp, că tot aici ar fi avut loc în primăvara anului 1442 bătălia dintre Iancu de Hunedoara și armatele otomane conduse de către Mezid-beg. Bătălia în cauză a avut loc pe 22-23 martie de fapt în zona unei alte „Porți de Fier” (amintită în cronicile turcești între Alba Iulia și Sibiu), pasul fiind însă locul unde mai târziu în vara aceluiași an tot Iancu de Hunedoara a distrus o mică armată condusă de beglerbegul Rumeliei Sehabeddin bei (înfrângere premergătoare dezastrului suferit ulterior de trupele acestuia, pe valea Ialomiței în 02 septembrie).
În 1896 în amintirea luptei care ar fi avut loc aici, statul maghiar a ridicat lângă trecătoare la Zeicani un monument în formă de buzdugan, distrus în 1992.
Terenul accidentat și declivitățile mari, au impus ca soluție tehnică, construirea prin pas a unei căi ferate mixte – cu cremalieră, care a funcționat prin pas între anii 1908 - 1978 și a fost deservită numai de locomotive cu aburi. Actual sectorul de cale ferată al liniei 211 dintre Subcetate și Băuțari este dezafectat.

## Obiective turistice din vecinătate
- Ulpia Traiana Sarmizegetusa
- Biserica Sfântul Nicolae din Densuș
- Curtea nobiliară a Cândeștilor din Râu de Mori
- Cetatea Colț
- Geoparcul Dinozaurilor „Țara Hațegului”